# Steekmijt
De steekmijt (wetenschappelijke naam: Psoroptes bovis) is een Arthropoda die behoort tot de orde Acarina (teken en mijten).
Steekmijten bestaan uit één geheel, dit wil zeggen dat kop, borststuk en achterlijf vergroeid zijn. Steekmijten bezitten één paar pedipalpen, vier paar poten en één paar mobiele cheliceren.
De levenscyclus van de steekmijt bestaat uit een larvaal stadium, nimfaal stadium en een volwassen stadium.
Steekmijten veroorzaken grote schade in de veelteelt als schurft.